# Masacre de la Universidad Estatal de Kent
El tiroteo de la Universidad de Kent (Kent State shootings), también conocida como la Matanza del 4 de mayo (May 4 massacre) o la Masacre de la Kent State fue un suceso acontecido en la Universidad Estatal de Kent (en el estado de Ohio), donde se sucedió un caótico panorama entre estudiantes y miembros de la Guardia Nacional, el lunes 4 de mayo de 1970.
La Guardia Nacional disparó contra los estudiantes, asesinando a cuatro estudiantes y dejando nueve heridos graves (uno de ellos sufrió parálisis permanente).
Algunos de los estudiantes tiroteados estaban protestando por la invasión estadounidense a Camboya (en el marco de la guerra de Vietnam (1955-1975) y las protestas antibélicas en Estados Unidos), la cual el presidente Richard Nixon anunció por televisión cinco días antes (el 30 de abril). Algunos estudiantes que solo pasaban u observaban las protestas en la distancia también recibieron disparos cerca de la universidad.
Los trágicos sucesos recibieron respuestas por toda la nación: cientos de universidades, colegios e institutos promovieron una huelga estudiantil, cerrándose los centros educativos.

## Inicio
Richard Nixon fue elegido presidente de los Estados Unidos en 1968, prometiendo el fin de la guerra de Vietnam. En noviembre del 1969 se difundió la matanza de My Lai, rápidamente las imágenes dieron la vuelta al mundo generando indignación y aumentando la oposición a la guerra. En los meses siguientes se vio el primer sorteo para el reclutamiento desde la Segunda Guerra Mundial. La guerra parecía que iba a llegar a su fin alrededor de 1969 cuando se planteó invadir Camboya lo cual exacerbó el conflicto.
Mucha gente joven, incluyendo estudiantes y profesores estuvieron preocupados por los planes de reclutamiento para participar en una guerra a la que todos estaban en contra formando una oposición fuerte. La expansión de aquella guerra en otro país les pareció un riesgo creciente. De costa a costa, todos los campus universitarios de todo el país estallaron en protestas y oposiciones al conflicto a lo que la revista TIME llamó "Una huelga estudiantil a lo largo de la nación" A nation-wide student strike, ubicándose la escena en la zona en la que se iba a conocer los sucesos de mayo de 1970

## Cronología

### Jueves 30 de abril
El presidente Richard Nixon anuncia que la incursión dentro de Camboya acaba de dar comienzo por las fuerzas de combate de los Estados Unidos

### Viernes 1 de mayo
En el Kent State, un masivo grupo de estudiantes se concentró en una zona del campus universitario donde se hacían mítines y protestas, y se tenía planeado hacer otra en el 4 de mayo. Allá fue una masa furiosa de manifestantes y muchos manifestantes llamaron a "llevar la guerra a casa". Como protesta simbólica por la decisión de Nixon de enviar tropas, un grupo de quinientos estudiantes vieron a un estudiante de la universidad enterrando en una zanja una copia de la constitución de los Estados Unidos. Los problemas empezaron en la localidad alrededor de la media noche cuando motoristas ebrios empezaron a arrojar botellas a los coches desde un bar en Kent y destrozar tiendas en el centro. Sin detenerse, rompieron la ventana de un banco inutilizando la alarma momentos después. Las noticias se hicieron eco rápidamente por toda la población y varios bares cerraron pronto para evitar más altercados, antes de que más gente se uniera a los vándalos y empezara a saquear, mientras que otros permanecían tranquilos.
En el momento de llegar la policía, una multitud que rondaba los 100 comenzó a reunirse. Muchos de los que había ahí congregados prendieron una pequeña hoguera en la calle. Los reunidos allí parecían ser un grupo de motoristas, estudiantes y jóvenes de localidades aledañas que venían a Kent con regularidad a los bares de la ciudad. Unos pocos del grupo empezaron a arrojar botellas a los policías y gritarles obscenidades. Los disturbios acabaron al cabo de una hora antes de que la policía restableciera el orden. Al mismo tiempo que los bares permanecían cerrados.

### Sábado 2 de mayo
El alcalde de Kent, Leroy Satrom decretó el estado de emergencia después de la noche anterior, pidió al Gobernador de Ohio James A. Rhodes un envío de hombres de la Guardia Nacional a Kent para ayudar a mantener el orden.
La Guardia Nacional de Ohio llegó al campus cerca del mediodía (10:00-13:00) en dos autobuses, descargando su equipamiento dentro del edificio del ejército de la ROTC (Reserve Officer Training Cops). El edificio no estaba ocupado en aquellos momentos y fue de hecho usado por la ROTC como base de formación. La misma unidad finalizó su formación en justo 3 semanas de 24 horas al día durante 7 días el deber de proteger el transporte y los conductores de los camiones hasta cerca de Akron y siendo finalmente Kent su destinación a donde fueron sin descanso
Cuando la Guardia Nacional llegó a la ciudad aquella tarde, una gran manifestación les esperó en la zona del campus, y el edificio ROTC fue incendiado. Los incendiarios no fueron arrestados y no hubo ningún herido a causa del incendio provocado. Más de mil manifestantes rodearon y vitorearon el edificio en llamas. Mientras intentaban extinguir el fuego, el cuerpo de bomberos de Kent y la policía fueron recibidos a pedradas y otros objetos procedentes de aquellos que estaban cerca del fuego. Varios camiones de bomberos acudieron a la llamada a causa de que los manifestantes concentrados allí fueron los causantes del incendio obstaculizando la labor. Después de las 22:00 la guardia nacional entró por primera vez en el campus, para reprimir las protestas usaron gas lacrimógeno para dispersarlos, se produjeron varias detenciones y hubo un estudiante herido por una bayoneta

### Domingo, 3 de mayo
En el campus había cerca 1000 miembros de la Guardia Nacional controlando a los estudiantes.
Durante una conferencia de prensa, el gobernador Rhodes se dirigió a los manifestantes como "anti-estadunidenses" refiriéndose a ellos como un "grupo de revolucionarios" que buscan la destrucción del alto nivel educativo de Ohio. Según sus palabras "Son la peor clase de gente que pueda haber en Estados Unidos".
Rhodes también reclamó a la corte el derecho de declarar el estado de emergencia, prohibiendo demás manifestaciones, con ello se declaró una ley marcial, sin embargo nadie trató de perturbar el orden y la paz.
Durante el día algunos estudiantes del centro de Kent fueron a limpiar y ayudar arreglar los desperfectos tras los pocos disturbios, los cuales vieron las diferentes reacciones de los hombres de negocios. El alcalde Satrom, bajo la presión de varios ciudadanos asustados, ordenó que se estableciera el toque de queda hasta que se levantara el aviso.
Alrededor de las 20:00, otra concentración se reunió en el campus. A las 20:45 la guardia usó gas lacrimógeno para dispersar la muchedumbre, los estudiantes volvieron a agruparse en la intersección de las calles Lincoln y Main, buscando la esperanza de reunirse con el alcalde Satrom y el presidente White. A las 23:00 la guardia anunció que el toque de queda acababa de dar comienzo y empezó el forcejeo con los estudiantes que se negaban a volver atrás al Campus hasta hablar con las personalidades. Diez guardias de seguridad fueron heridos y unos pocos estudiantes fueron heridos por las bayonetas.

### Lunes, 4 de mayo
Ese día se programó realizar una protesta que fue prohibida al mediodía, se planeó tres días antes. Agentes universitarios intentaron prohibir la manifestación del grupo allí concentrado, se repartieron cerca de 12.000 panfletos anunciando el evento que fue cancelado. A pesar de eso, una cifra cercana de 2.000 se concentró en el Centro Universitario, cerca del Taylor Hall. Las protestas comenzaron con el sonido de la alarma de la campana de acero del campus (la cual siempre se hacía sonar como señal de victoria en los partidos de fútbol) como señal del comienzo del mitin. Y los primeros manifestantes empezaron a tomar la palabra.
El temor a que la situación volviera a descontrolarse como en anteriores protestas violentas, las compañías A y C, la infantería 1/145.ª y la tropa G de la caballería 2/107.ª, Ohio ARNG y las unidades allí concentradas en el campus, intentaron dispersar los estudiantes. La legalidad de la acción quedó en entredicho cuando posteriormente se debatió su legalidad en caso de llevar a cabo alguna acción que llevará a la muerte. En una apelación, la Corte de Apelaciones del 6.º Circuito de Estados Unidos ordenó a las autoridades que dispersaran a la muchedumbre allí reunida.
El proceso de dispersión dio comienzo por la mañana cuando un Guardia del Campus, en un vehículo todoterreno de la Guardia, se aproximó a los estudiantes para comunicarles que, en caso de no dispersarse, serían arrestados. Los manifestantes arrojaron piedras contra el vehículo, forzándole a retirarse de inmediato de allí; un Guardia del Campus fue herido en el ataque.
Justo antes del mediodía, un contingente de la Guardia Nacional volvió y ordenó de nuevo a la muchedumbre que se dispersara. Tras negarse, la guardia usó gas lacrimógeno. A causa del viento, el gas comenzó a hacer un poco de efecto y los estudiantes se dispersaron por un momento, y comenzaron de nuevo a lanzar piedras contra los miembros de seguridad con gritos de "Cerdos, fuera del campus" (Pigs, off campus), los estudiantes devolvieron los botes de gases lacrimógenos a los del contingente. Por primera vez en 4 días , los de la Guardia Nacional tuvo que ponerse las mascarillas de protección.
Viendo obvio que los manifestantes no tenían intenciones de dispersarse, un grupo de 77 miembros de las tropas de la Guardia Nacional (la compañía A y la tropa G) comenzaron a avanzar hacia los cientos de manifestantes con bayonetas y sus armas. La Guardia Nacional había tenido un pequeño entrenamiento en caso de producirse disturbios.

## Víctimas

### Fallecidos
(Entre paréntesis la distancia entre estos y la guardia nacional)
- Allison Krause (105 m) Herida mortal a la izquierda del pecho
- Jeffrey Glen Miller (81 m) Disparo a la altura de la boca- Murió al instante
- Sandra Lee Scheuer (119 m) Herida mortal en el cuello
- William Knox Schroeder (116 m) Herida mortal en el pecho

## Posteriormente
Las fotografías sobre los muertos y heridos de Kent State que fueron distribuidas en los periódicos alrededor del mundo, amplificaron el sentimiento de enojo hacia la invasión de Estados Unidos en Camboya y la guerra de Vietnam. En particular, la cámara del fotógrafo de la Kent State John Filo capturó el momento en que una jovencita de catorce años  llamada Mary Ann Vecchio, estaba llorando y gritando sobre el cuerpo de un estudiante asesinado, Jeffrey Miller, quien había sido fulminado de un disparo en la boca. La fotografía, en la cual ganó el premio Pulitzer, se convirtió en una de las imágenes más impactantes del evento, y una de las imágenes más representativas del movimiento contra la guerra de Vietnam.
Los tiroteos desencadenaron protestas desde los campus universitarios a lo largo de los Estados Unidos, y una huelga estudiantil - causando que más de 450 campus de todo el país cerraran con dos manifestaciones (una violenta y la otra pacífica). Un sentimiento común fue expresado por los estudiantes de la universidad de Nueva York con una pancarta colgando de una ventana en la que se podía leer "They can’t kill us all" (No pueden matarnos a todos)."
Cinco días después de los tiroteos, 100.000 personas se manifestaron en Washington D.C contra la guerra y los asesinatos de los estudiantes desarmados. Ray Price, el jefe de prensa de Nixon desde 1969-1974 recordó las manifestaciones de Washington diciendo "The city was an armed camp" (la ciudad fue un campo de batalla). La muchedumbre estuvo rompiendo ventanales y ruedas de vehículos, destrozando aparcamientos dentro de las intersecciones, incluso arrojando resortes de camas hacia el tráfico. En algunos periódicos fue citado como "Esto no es una protesta estudiantil, es una guerra civil. Nixon no solamente fue trasladado por dos días al Campo David para su propia protección,  sino que también Charles Colson (Consejero del presidente Nixon desde 1969 a 1973) dijo que los militares fueron llamados para proteger la administración de los estudiantes enojados, él después dijo que "La 82.ª División Aerotransportada estaba en el sótano de la oficina del ejecutivo, así que bajé para hablar con algunos chicos y caminé entre ellos, estaban ahí sentados en el piso apoyándose en sus cascos y cinturones de cartuchos y sus rifles cargados y tú piensas, 'Esto no pueden ser los Estados Unidos de América. Esta no es la gran democracia del mundo, esta es una nación en guerra consigo mismo."

## Acciones legales contra los guardias de seguridad
Ocho de los Guardias Nacionales fueron acusados por graves daños. La Guardia Nacional declaró que abrieron fuego en defensa propia, lo cual fue aceptado por el sistema de justicia criminal. En 1974, el juez de distrito Frank Battisti retiró los cargos contra los ocho alegando que las pruebas contra la acusación eran insuficientes para emitir un veredicto.
En mayo del 2007, Alan Canfora, uno de los manifestantes heridos, reclamó que el caso no se archivara, alegando como prueba una cinta de audio archivada en la Universidad de Yale en la que se puede escuchar "Right here! Get Set! Point! Fire!" (Atención!, Cojan armas!, Apunten!, Fuego!) trece segundos antes de que empezaran los tiroteos.

## Efectos a largo plazo
Las fotografías de los fallecidos y heridos del Kent State dieron la vuelta al mundo y se intensificó la oposición contra la invasión de Camboya y por la guerra de Vietnam en general por parte de los Estados Unidos. 
Los tiroteos desencadenaron protestas por varios campus universitarios a lo largo de los Estados Unidos, y una huelga estudiantil - Produciéndose que más de 450 campus a lo largo de la nación cerraran con unas manifestaciones pacíficas y otras violentas-. Un sentimiento común fue expresado en la universidad de Nueva York con un rótulo gigante colgando de una ventana donde se podía leer "They can’t kill us all" (No podrán matarnos a todos).

## Memoriales en Kent State
Cada 4 de mayo desde 1971 al 1975 la administración de la universidad de la Kent State patrocinó una conmemoración oficial de los sucesos. Desde el 1976 la administración comunicó que no habría más patrocinadores sobre tal conmemoración, el grupo de tarea 4 de mayo, un grupo creado por estudiantes y miembros de la comunidad, fue formado para este objetivo. El grupo organizó una conmemoración en el campus de la universidad cada año desde 1976;  el programa generalmente incluía una marcha en silencio alrededor del campus, una vigilia con velas, el repique de la campana de la victoria en memoria de los que fueron asesinados y heridos, Oradores (siempre incluyendo a testigos y familiares), y música.

## Homenajes artísticos

### Música
La mejor respuesta de la cultura popular a los sucesos del Kent State University fue la canción de protesta "Ohio", escrita por Neil Young para Crosby, Stills, Nash & Young. que fue escrita, grabada y salió al aire en las estaciones de radio principales por todo el país tan sólo dos semanas y media después del incidente en la Kent State. Crosby, Stills, y Nash visitaron el campus de la Kent State por primera vez el 4 de mayo de 1997, donde cantaron la canción para la Conmemoración Anual del 4 de mayo.
También hay una serie de tributos musicales que no son tan conocidos, incluyendo  los siguientes:
- Canción de 1970 de Harvey Andrews "Hey Sandy"[3] was addressed to Sandra Scheuer.lyrics
- Pete Atkin y Clive James escribió "Conduciendo Sobre la Mítica América", grabado pro Atkin en su álbum de 1971 del mismo nombre, sobre la masacre, relacionadas con una serie de eventos e imágenes sobre la historia de Estados Unidos del siglo XX.
- Steve Miller “Jackson-Kent Blues,”[4] del álbum de The Steve Miller Band Number 5 (publicado en noviembre de 1970).
- The Beach Boys publicó "Student Demonstration Time"[5] en 1971 el álbum Surf's Up. Mike Love escribió otra nueva letra para "Riot in Cell Block Number Nine" de Leiber & Stoller’s
- Jon Anderson dijo que la letra de "Long Distance Runaround" (del álbum Fragile por Yes, también publicada en 1971) son también sobre la masacre, particularmente la línea que dice "hot colour melting the anger to stone."[6]
- En 1970-71 Halim El-Dabh, un maestro de música de la Kent State University en la cual se encontraba en el campus cuando la masacre ocurrió, compuso la canción Opera Flies, una ópera completa, en respuesta a su experiencia. El canción fue tocada por primera vez en el campus de la Kent State el 8 de mayo de 1971 y fue tocada en la 25.ª conmemoración del evento en 1995.
- En 1971, el compositor y pianista Bill Dobbins (un graduado de la Kent State University graduate student durante la masacre), compuso The Balcony, para una banda de jazz inspirado por lo sucedido. Fue tocada en mayo de 1971 durante la primera conmemoración en la Kent State en 1971,
- La banda indie Polaris, realizó la canción "Hey Sandy" inspirada en la estudiante Sandra Scheuer. Esta canción tuvo relativa popularidad a principios de la década de 1990 como tema principal de la serie televisiva adolescente "The Adventures of Pete & Pete".

### Literatura

#### Prosa
- La colección de historias cortas de Harlan Ellison (1971) Alone Against Tomorrow es dedicada a los cuatro estudiantes que fueron asesinados.
- La novela de 1994 de Lesley Choyce, The Republic of Nothing menciona como un personaje odia al presidente Richard Nixon debido en parte a la masacre del Kent State.

#### Poesía
- El incidente es mencionado en el poema de Allen Ginsberg Hadda Be Playing on the Jukebox (1975)

- El poema "Bullets and Flowers" por Yevgeny Yevtushenko es dedicado a Allison Krause.[7] Krause había participado en los días previos a la protesta durante la cual supuestamente ella había puesto una flor en el fusil del rifle del Guardia Nacional,[7] como se había hecho en una protesta contra la guerra en el Pentágono en octubre de 1967, y supuestamente diciendo , "Las flores son mejores que las balas."

#### Obras de teatro
- 1976 - Kent State: A Requiem por J. Gregory Payne. Por primera vez en 1976. Contada desde la perspectiva de la madre de Bill Schoeder, Florence, esta obra ha sido representada en más de 150 universidades de los Estados Unidos y Europa en los tours de los años setenta, ochenta y noventa; la última vez que se representó la obra fue en Emerson College en 2007. Es también la base del galardonado docudrama  de la NBC de 1981 sobre la Kent State .
- 1995 - Nightwalking. Voices From Kent State por Sandra Perlman, Kent, Franklin Mills Press, representado por primera vez en Chicago 20 de abril de 1995 (Director: Jenifer (Gwenne) Weber)

### Multimedia
- En el trabajo de multimedia de 1996 Partially Buried, la artista visual Renée Green explora la historia del tiroteo dentro de un amplio contexto histórico y cultural.

## Películas

### Documentales
- 1970 - Confrontation at Kent State (director Richard Myers) - documental filmado en Kent, Ohio seguido directamente después de la Masacre de la Kent State University.
- 1971 - Allison (director Richard Myers) - un tributo a Allison Krause
- 1979 - George Segal (director Michael Blackwood) - documental sobre el escultor estadounidense George Segal; Segal aparece creando su escultura de bronce Abraham and Isaac, en la cual estaba prevista que fuese un memorial para el campus de la Kent State University campus.
- 2000 - Kent State: The Day the War Came Home (director Chris Triffo) - documental que muestra las entrevistas de loe heridos, testigos, guardias de seguridad y familiares de los fallecidos.
- 2007 - 4 Tote in Ohio: Ein Amerikanisches Trauma ("4 muertos en Ohio: Un trauma estadounidense") (directores Klaus Bredenbrock y Pagonis Pagonakis) - documental mostrando las entrevistas con los estudiantes heridos, testigos y un periodista alemán que era corresponsal de los Estados Unidos.

### Drama
- 1970 - The Bold Ones: The Senator, un programa de televisión protagonizada por Hal Holbrook, y sacado al aire en dos partes como "A Continual Roar of Musketry" basada en los tiroteos de Kent State. El personaje del senador Holbrook conduce una investigación sobre el incidente.
- 1974 - The Trial of Billy Jack: La escena climática de esta película representa a los guardias nacionales disparándoles letalmente a los estudiantes, y en los créditos mencionan especialmente al Kent State y otras masacres estudiantiles.
- 1981 - Kent State (director James Goldstone) - televisión docudrama
- 2002 - The Year That Trembled (director Jay Craven)

### Audio
- "Recordando a Kent State, 1970" Archivado el 25 de mayo de 2008 en Wayback Machine. (audio documental)
- "Montaje del audio en Kent State", Edición matutina, NPR, 5/4/2000 (montaje del audio por el NPR)

### Vídeo
- Dean Kahler, grabado en el 2000 por WAOH

- Datos: Q482635
- Multimedia: Kent State shootings / Q482635